# مطبخ صربي
المطبخ الصربي (بالصربية: српска кухиња / srpska kuhinja) هو مطبخ من منطقة البلقان، يعكس الطرق والتقاليد الطهوية في صربيا. تعود جذوره إلى التاريخ الصربي، بما في ذلك قرون من التفاعل الثقافي والتأثير مع الإغريق والإمبراطورية البيزنطية والعثمانيين، بالإضافة إلى جيران صربيا في منطقة البلقان، وخاصة خلال فترة وجود يوغوسلافيا.
تاريخيًا، تطور الطعام الصربي من العادات الرعوية التي كانت تركز على تربية الأغنام في المرتفعات الجبلية، حيث كانت الظروف المناخية والإقليمية تفضل تربية الماشية أكثر من زراعة الخضروات. لذلك، يتميز المطبخ الصربي تقليديًا بغناه بالمنتجات الحيوانية والحبوب الأساسية مثل الذرة والقمح والشوفان، مقارنة بالأطباق التي تعتمد على الخضروات الطازجة. ومع التخلي عن نمط الحياة الرعوي الذي كان شائعًا، أصبح الطعام الصربي خلال العصور الوسطى يعتمد بشكل كبير على تربية الخنازير، وهو ما ساهم في انتشار استخدام اللحوم المعالجة مثل النقانق ولحم الخنزير المقدد ومنتجات اللحوم الأخرى.
وقد أصدرت الحكومة الصربية قوانين تحظر إنتاج واستيراد الأطعمة المعدلة وراثيًا، وهو قرار لاقى استحسان الناشطين البيئيين، لكنه تسبب في خلاف طويل مع منظمة التجارة العالمية، مما أعاق انضمام صربيا إلى المنظمة.

## ملخص

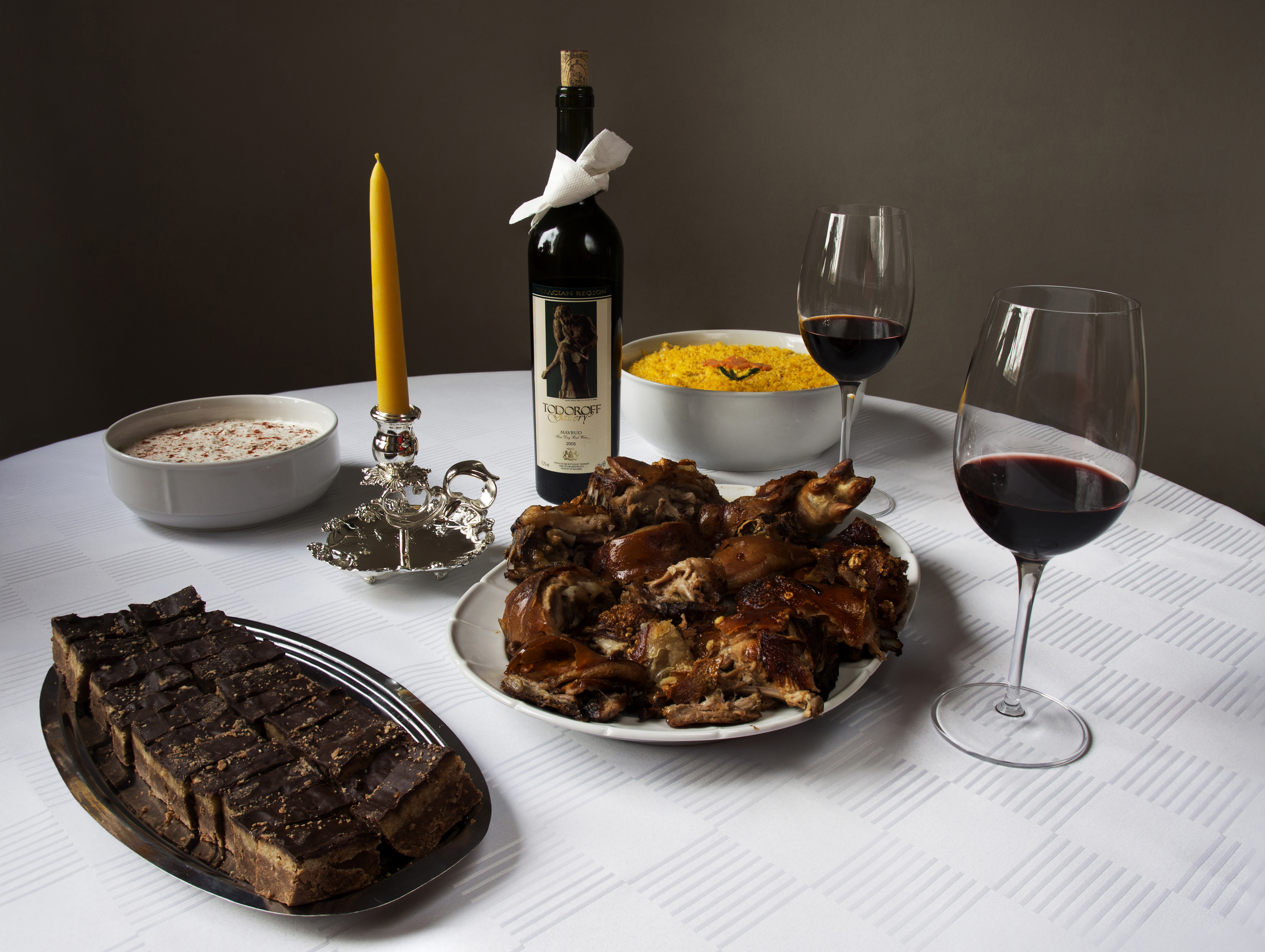
طاولة عشاء صربية في عيد الميلاد

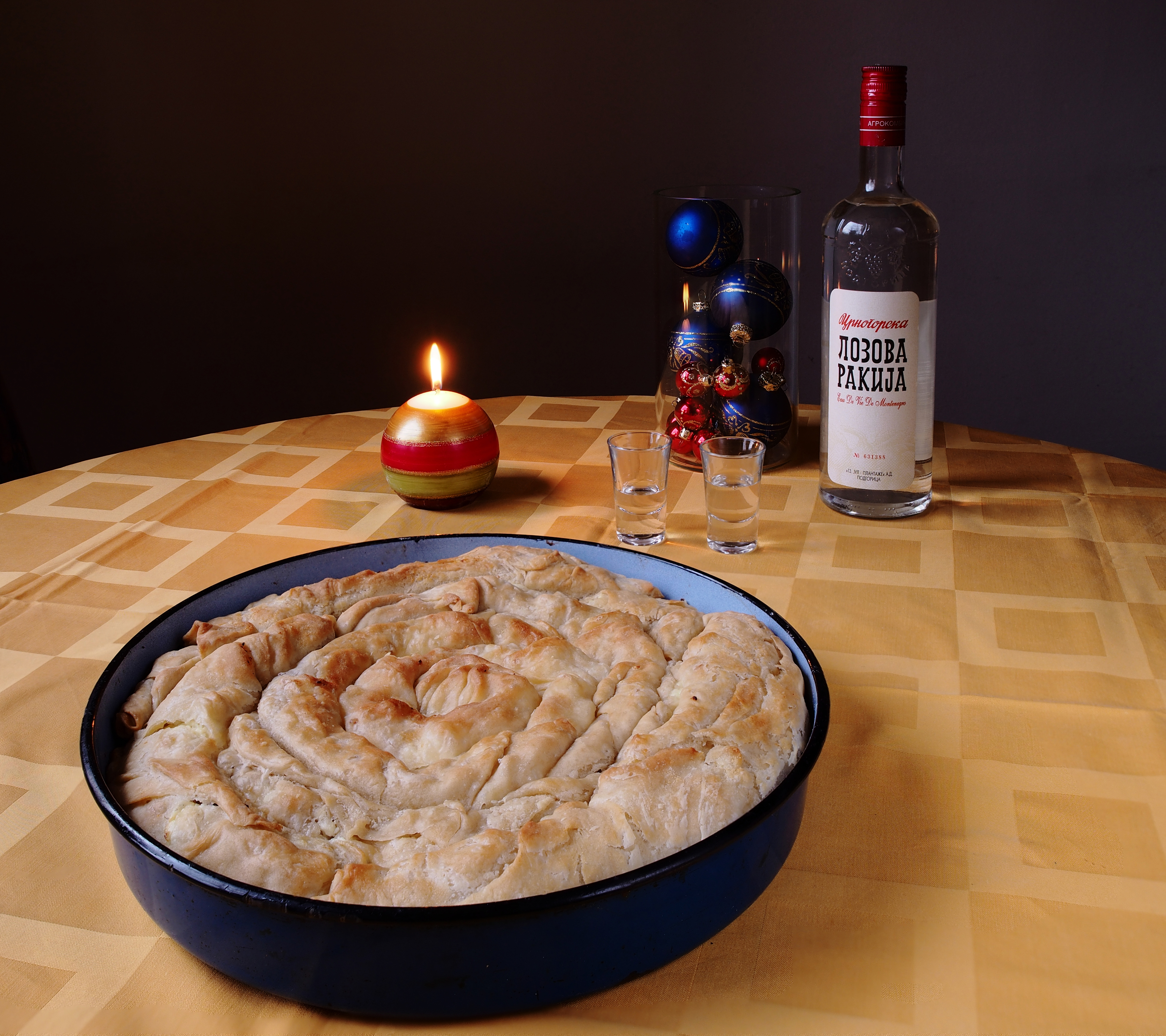
فطيرة صربية

الأطباق الوطنية في صربيا تشمل: السارما (خليط من اللحم المفروم، سواء كان لحم خنزير أو بقري، مع الأرز ملفوف بأوراق الكرنب)، الجيبانيكا (فطيرة بالبيض والجبن تُعد باستخدام عجينة الفيلو)، البليسكافيتسا، شيفابي (الكباب الصربي)، الحساء بالفلفل الأحمر (بابريكا)، الغولاش (حساء يحتوي على اللحم والخضروات ويتبل عادةً بالفلفل الأحمر والتوابل الأخرى)، وكارادورديبا سنيكلا (شريحة لحم مغلفة ومقلية)، إضافة إلى "تاكوس" (لحم متبل وخضروات ملفوفة في خبز مقلي يشبه التاكو). أما المشروب الوطني فهو الراكيا (أنواع تقليدية مختلفة من البراندي المصنوعة من الفواكه).
نظرًا لموقع صربيا عند تقاطع الشرق والغرب، فإن مطبخها يجمع بين عناصر من أساليب الطهي المختلفة في الشرق الأوسط وأوروبا، مما أدى إلى تطوير فن طهي غني ومتوازن يجمع بين اللحوم الغنية، الخضروات، الخبز، الأجبان، المعجنات الطازجة، والحلويات. يتشابه المطبخ الصربي مع مطابخ دول البلقان المجاورة؛ حيث يتميز بنكهات معتدلة، طازجة، وطبيعية. غالبًا ما تكون التوابل المستخدمة بسيطة مثل الملح، الفلفل الأسود، والفلفل الأحمر، مع التركيز على استخدام مكونات طازجة وعالية الجودة. كما أن الأطعمة الموسمية تشكل عنصرًا أساسيًا في المطبخ الصربي، مما يجعل العديد من الأطباق مرتبطة بفصول معينة من العام.
يتناول الصربي العادي ثلاث وجبات يوميًا: الإفطار، الغداء، والعشاء، حيث يُعتبر الغداء الوجبة الرئيسية. ومع ذلك، كان الغداء والعشاء هما الوجبتين الأساسيتين تقليديًا، بينما أُدخل الإفطار إلى العادات الغذائية خلال النصف الثاني من القرن التاسع عشر.
العديد من الأطعمة التي تُشترى جاهزة في الغرب يتم إعدادها منزليًا في صربيا، مثل: الراكيا، السلاتكو (حلوى شبيهة بالمربى)، المربى، الجيلي، والمخللات المختلفة مثل التورشيا، الأيفار، والنقانق. ويرجع ذلك لأسباب اقتصادية وثقافية، حيث يُعتبر إعداد الطعام جزءًا أساسيًا من تقاليد الأسرة الصربية.

## تاريخ
وصف وليم رئيس أساقفة صور، الذي زار القسطنطينية عام 1179، الصرب بقوله:
إنهم أغنياء بالماشية والقطعان، ومجهزون بشكل استثنائي بالحليب والجبن والزبدة واللحوم والعسل والشمع.
كتب الراهب كروشيدول من الكنيسة الصربية الأرثوذكسية، جيروتيج، أقدم كتاب طبخ صربي حديث عام 1855.
أول كتاب طبخ منشور في صربيا هو "كتاب الطبخ الصربي الكبير" (Велики српски кувар)، الذي كتبته كاتارينا بوبوفيتش-ميدزينا عام 1877.
أشهر كتاب طبخ صربي هو "كتاب طبخ باتا" (Патин кувар)، الذي كتبته سباسينيجا باتا ماركوفيتش عام 1907، ولا يزال يُعاد نشره حتى اليوم.
تقول أسطورة صربية قديمة إن وجبات الطعام في قصر الإمبراطورية الصربية في القرن الرابع عشر، تحت حكم ستيفان أوروش الرابع دوشان، كانت تؤكل بملاعق وشوك ذهبية. ويشير المؤرخون إلى أن المطبخ الصربي في العصور الوسطى كان يعتمد بشكل رئيسي على الحليب ومنتجات الألبان والمحاصيل والخضروات. لم يكن استهلاك الخبز كبيراً، ولكن الأثرياء كانوا يأكلون خبز القمح، بينما كان الفقراء يستهلكون خبز الشوفان والجاودار. وكان اللحم الوحيد المستهلك هو لحم الطرائد البرية، حيث كانت الماشية مخصصة للأعمال الزراعية.

## الوجبات

### الإفطار
الإفطار في صربيا وجبة مبكرة لكنها غنية ومشبعة بالسعرات الحرارية والكربوهيدرات، تهدف إلى تزويد الفرد بطاقة وفيرة لبداية اليوم. يُقدَّم الخبز غالبًا مع الزبدة، أو المربى، أو اللبن، أو القشدة الحامضة، أو الجبن، ويرافقه لحم الخنزير المقدد، أو النقانق، أو السلامي، أو البيض، أو القيمر.
غالبًا ما يتوقف الصرب عند المخابز في الصباح للحصول على معجنات طازجة مثل بغاشة، باشتته (paštete)، كفلي (تكون حلوة أو مرشوشة بالملح)، عقدية، بوشتيلن، بلتنيتسه (pletenice)، شتابيتشي (štapići)، خبز الكيزر، سميط، ميكيكه (mekike)، وأوشتبتسي (uštipci).
تشمل أطباق الإفطار الأخرى الشائعة بوريك، كجمك (kačamak)، وتشيتسفارا (cicvara) (أنواع من عصيدة الذرة)، إضافة إلى ببارة، بروجا (خبز الذرة)، وتشالابرتسا (čalabrca).
قبل الإفطار، يشرب معظم الناس كوبًا من القهوة (كافا)، أو قهوة الإسبريسو، ومع الإفطار نفسه يُقدَّم إما الشاي، أو الحليب، أو قهوة بالحليب، أو شوكولاتة الحليب.

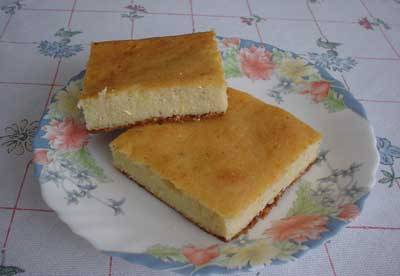
بروجا
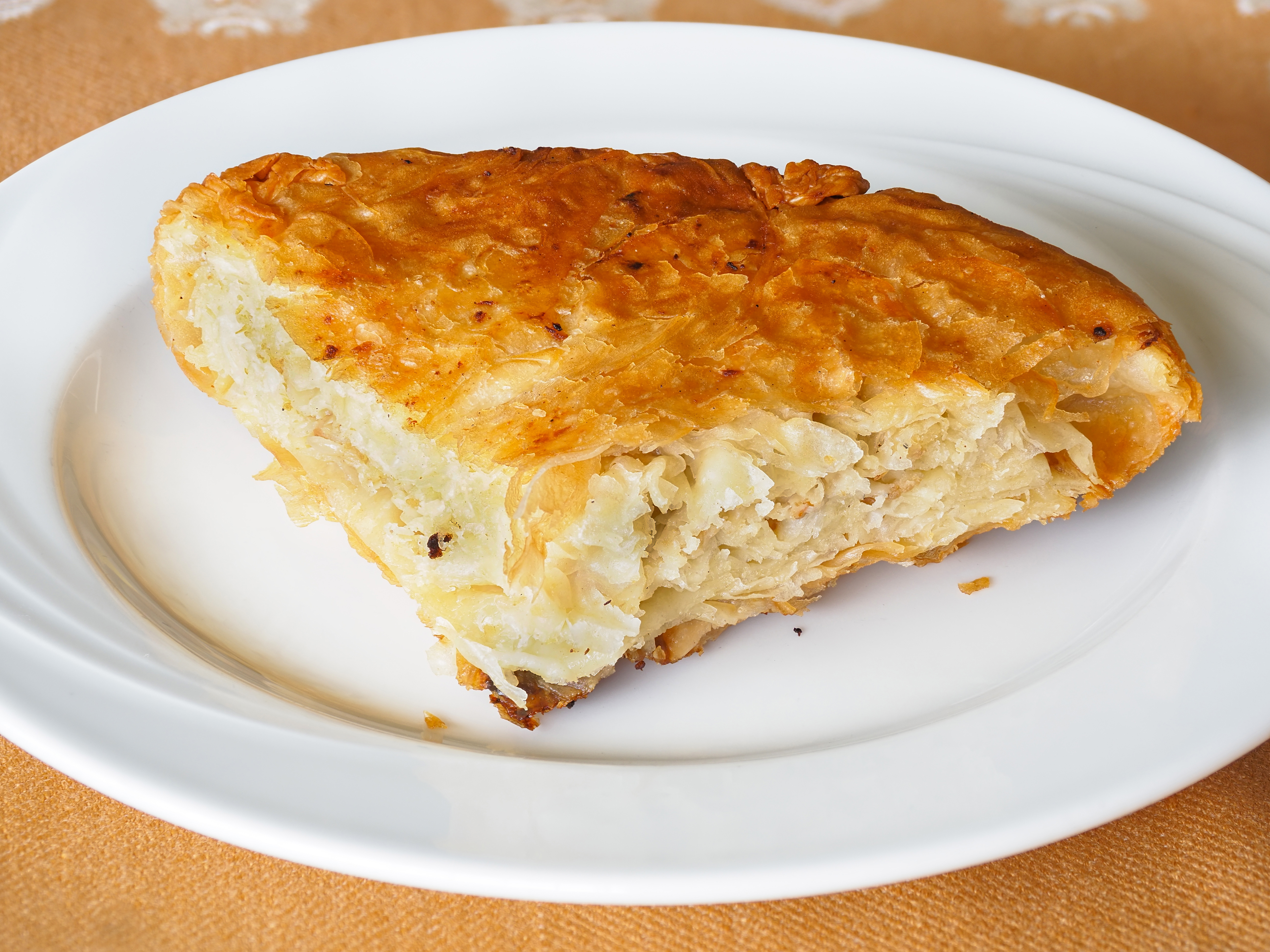
بوريك
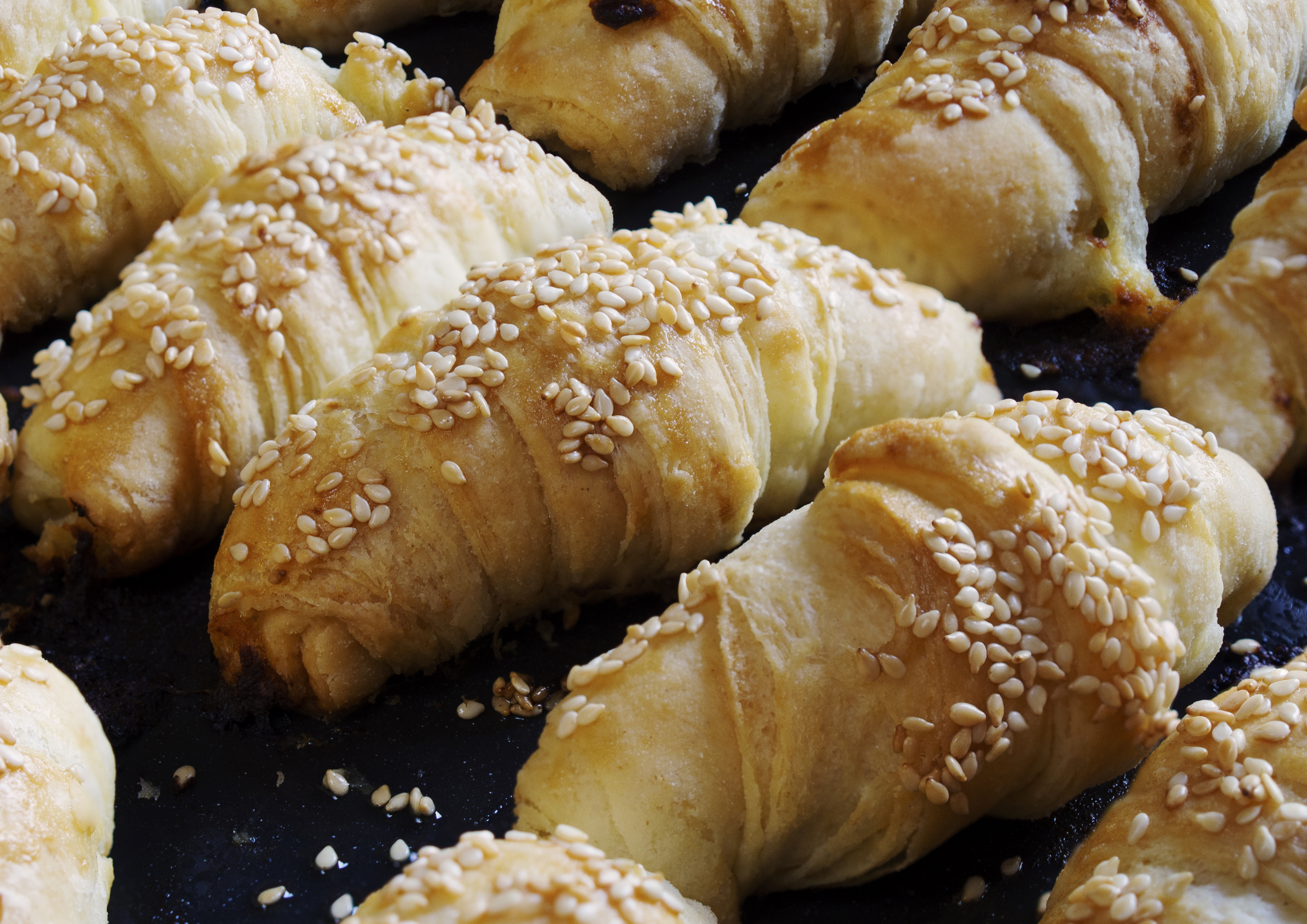
كفلي
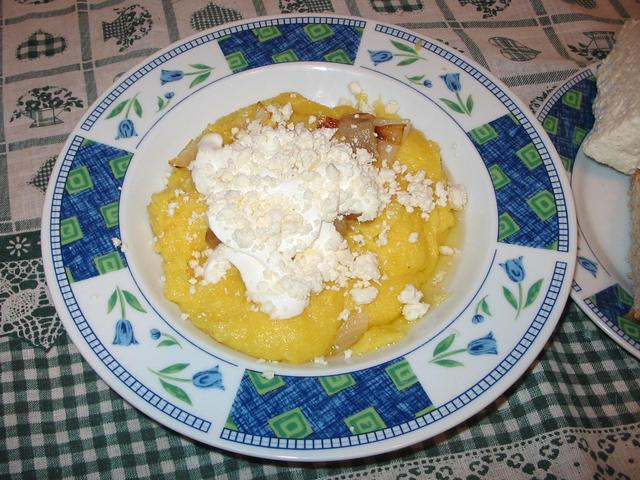
كجمك
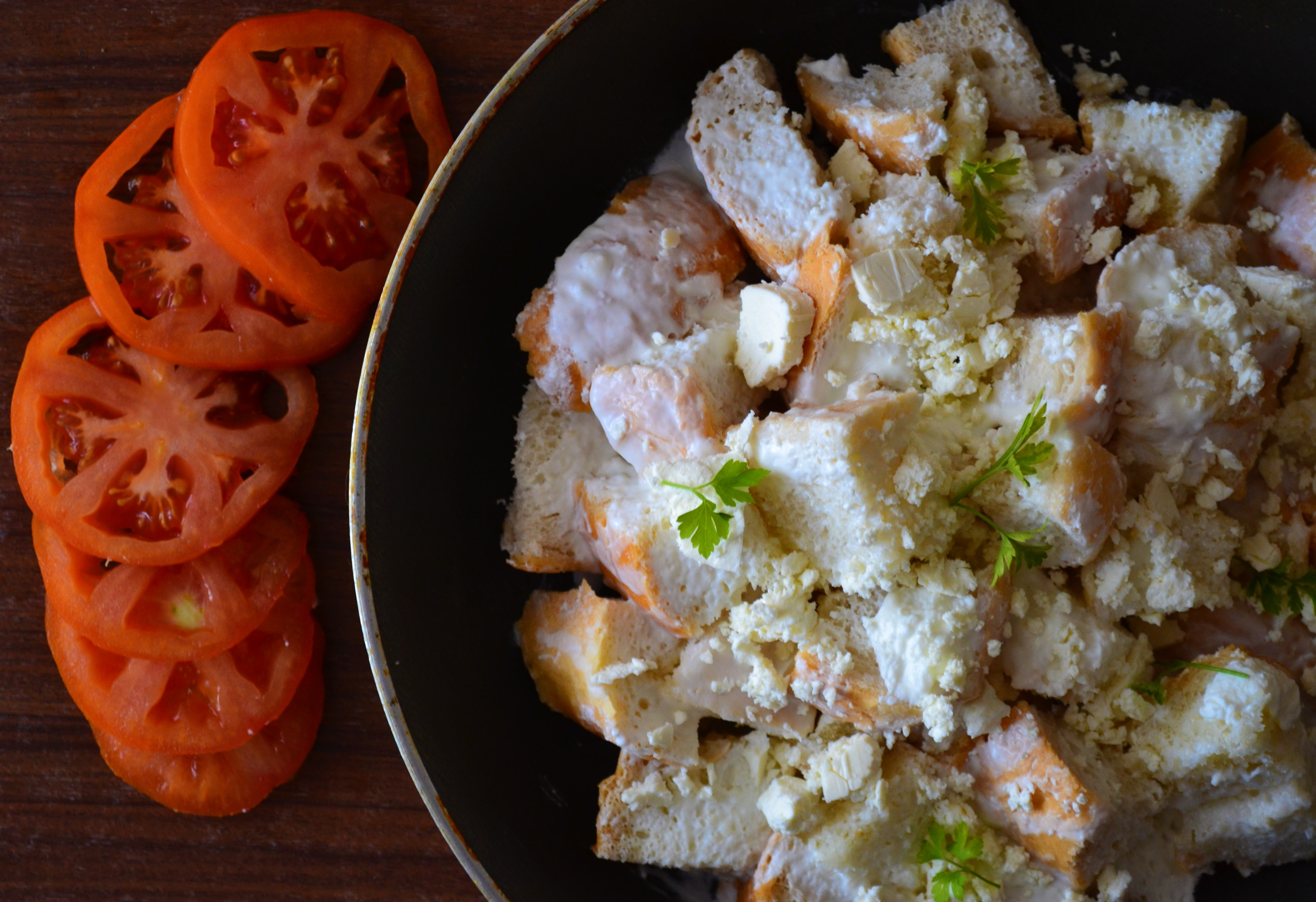
ببارة
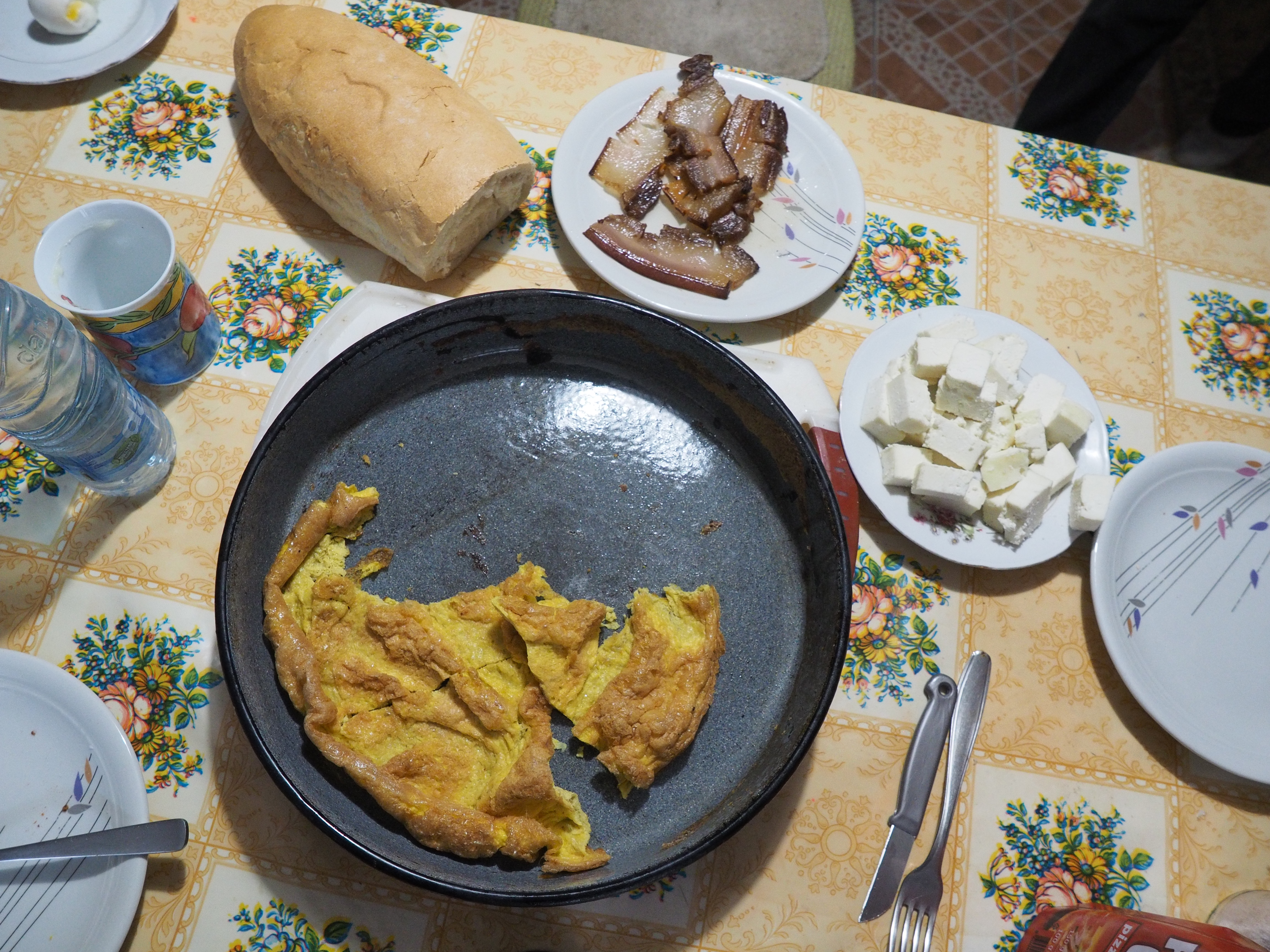
كاجانا

### المقبلات
المزة هي مجموعة من الأطباق الصغيرة والمقبلات، والمزة الصربية تشبه المقبلات الإيطالية (أنتيباستو) فهي لا تحتوي على أطباق مطهية بخلاف المزة في الشرق الأوسط. تتكون المزة الصربية عادةً من شرائح اللحوم المعالجة والنقانق، والأجبان، والزيتون، والخضروات الطازجة. في معظم المطاعم التقليدية (كافانا)، غالبًا ما يتم طلب المزة مع مشروب "راكيا" الكحولي كمقبل قبل تناول الحساء أو الأطباق الرئيسية.

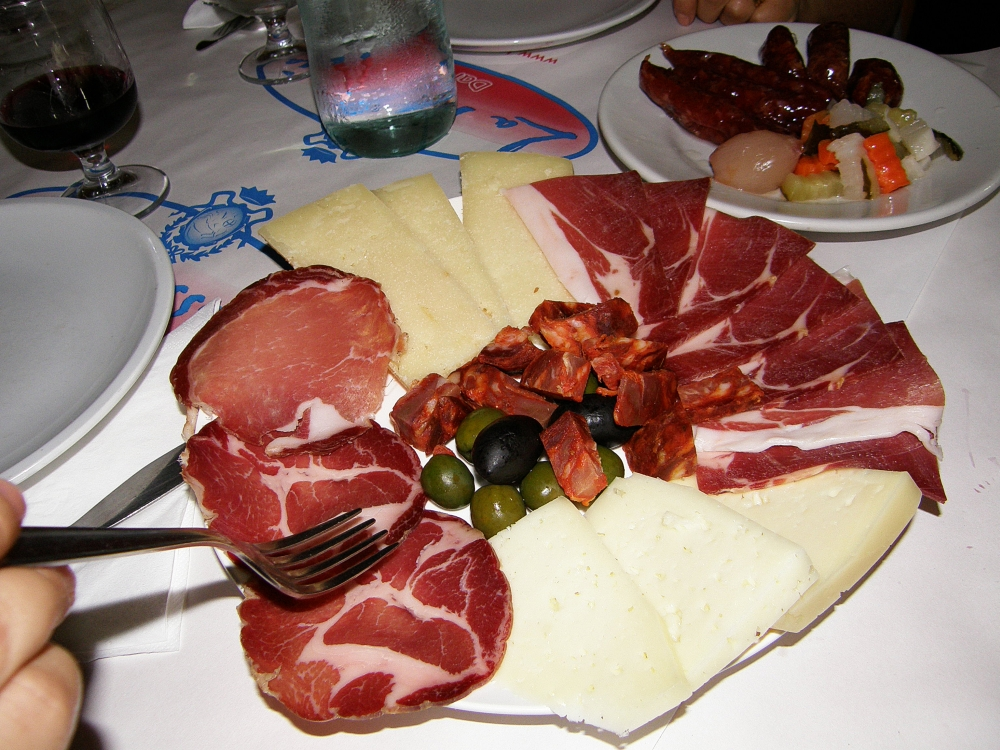
مقبلات
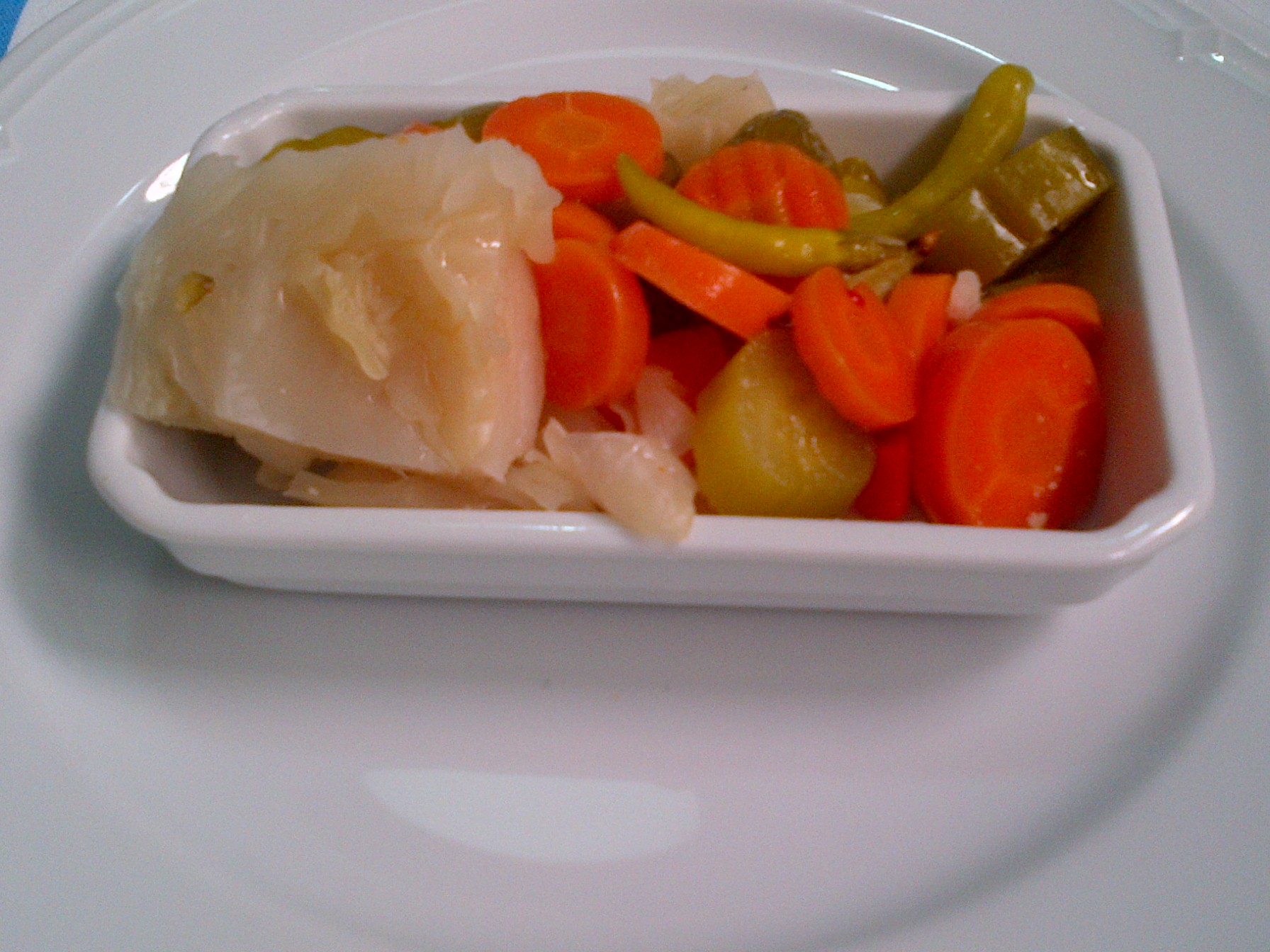
مخللات
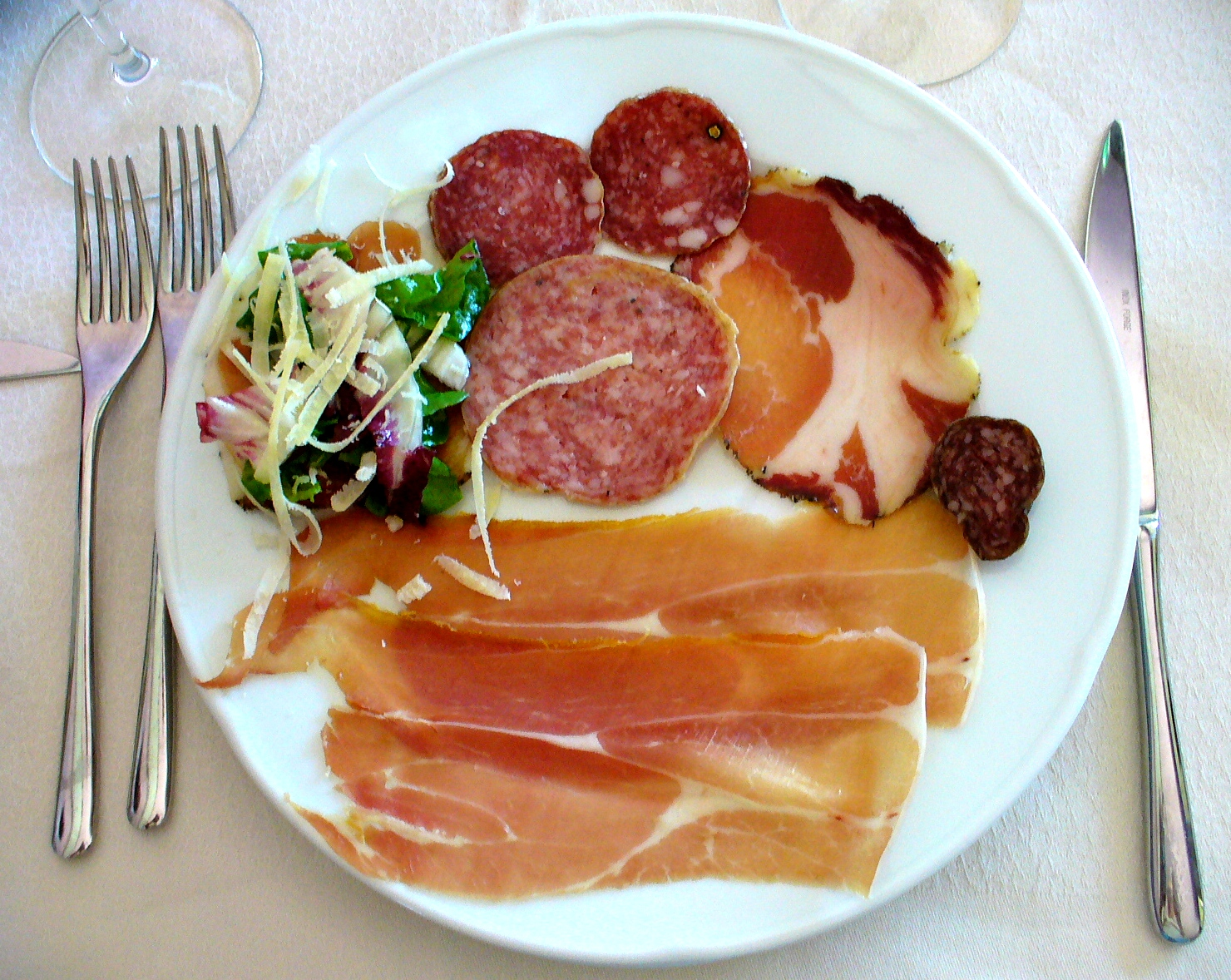
مقبلات
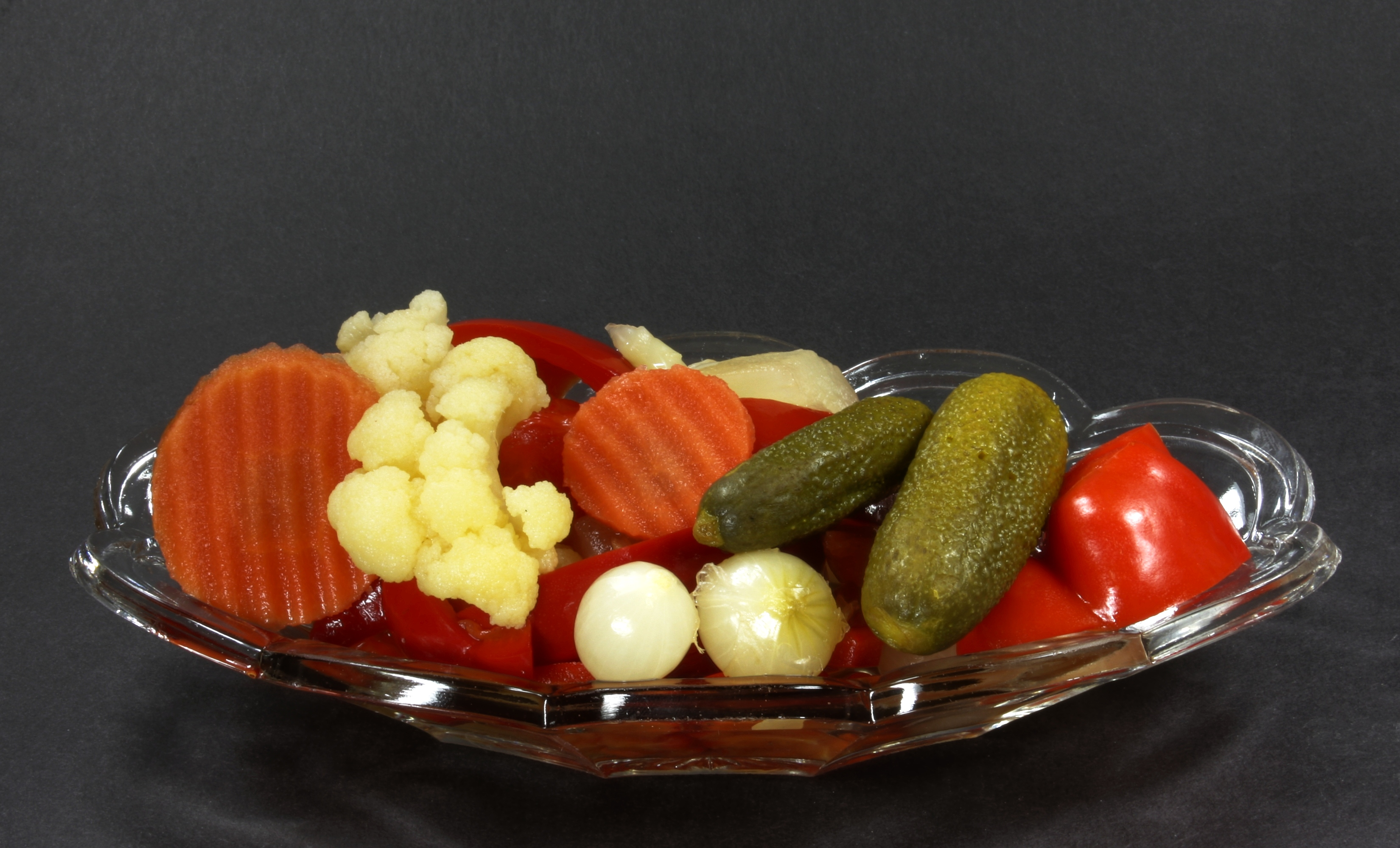
مخللات
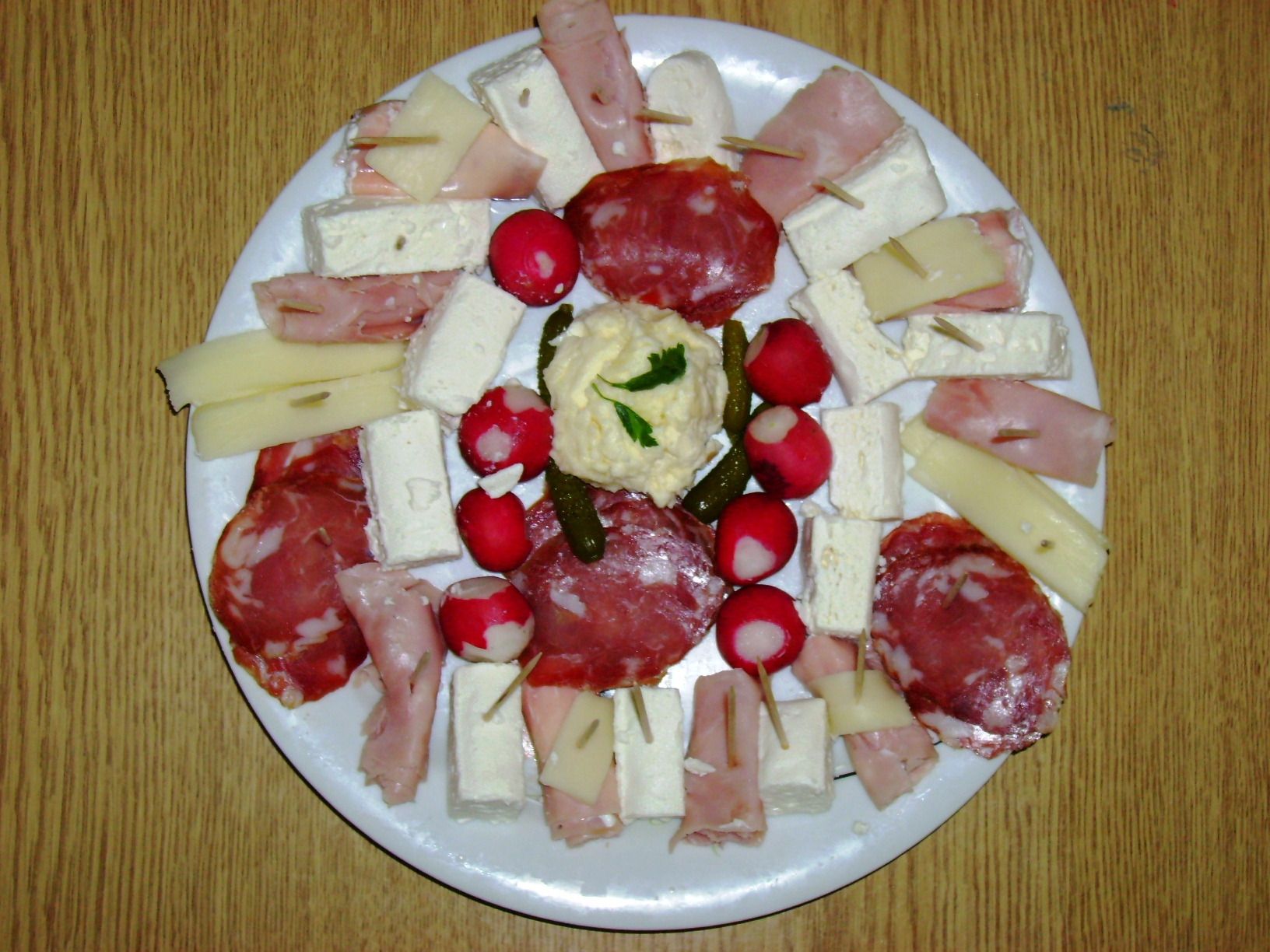
مقبلات

### الحساء
يُعد الحساء طبقًا رئيسيًا في كل وجبة غداء تقريبًا، ويُعتبر مهمًا جدًا للصحة الجيدة. هناك نوعان من الحساء في المطبخ الصربي: الحساء الخفيف ويُدعى "سوبا" (supa)، والحساء الكثيف المُحضَّر بالدقيق أو البيض ويُدعى "تشوربا" (čorba). أكثر أنواع الحساء شيوعًا هي تلك البسيطة المُحضَّرة من لحم البقر أو الأعضاء الداخلية أو الدواجن مع إضافة النودلز. يُعتبر حساء لحم الضأن، والعجل، والأسماك من الأطباق الفاخرة.
| نوع             | صورة | ملاحظات |
| --------------- | ---- | --- |
| الكونسوميه      |      | حساء بسيط من الدجاج أو اللحم البقري مع المعكرونة أو الزلابية. وهو الطبق الرئيسي الأكثر شيوعًا في الطبخ المنزلي. |
| شوربة لحم العجل |      | |
| شوربة لحم الضأن |      | |
| حساء الصيادين   |      | حساء السمك المتبل بالبابريكا، وهو شائع في منطقة بانونيا.                                                       |
| حساء الطماطم    |      | |
| حساء البيض      |      | |

### الطبق الرئيسي
الطبق الرئيسي غالبًا ما يكون طبقًا من اللحوم. إلى جانب الروشتيل (الشواء) الشائع جدًا، تعد طرق الطهي الأكثر استخدامًا هي الطهي البطيء، والطهي على نار هادئة، والتحميص في الفرن.
| النوع              | صورة | الملاحظات |
| ------------------ | ---- | --- |
| المشوي             |      | خنزير أو خروف كامل يُشوى على سيخ فوق النار. |
| غيفتش              |      | طبق خضروات مشابه للراتاتوي، يُطهى كطاجن أو يُخبز. |
| كارادورديبا سنيكلا |      | شريحة لحم ملفوفة ومغطاة بالبقسماط ومحشوة بالقيمر، ولحم مقدد وجبن. |
| كافورما            |      | أمعاء خنزير تختلف عن الكافورما التركية. |
| المسقعة            |      | طاجن من اللحم المفروم مع البطاطس، الكوسا أو الباذنجان. شائع في البلقان. |
| موتشاليكا          |      | يخنة حارة من لحم الخنزير مع الطماطم والفلفل. نموذجية في جنوب صربيا. |
| غولاش              |      | يخنة لحم متبلة بالبابريكا أصلها من المجر، وهي شائعة في وسط أوروبا والبلقان. |
| رينفلاش            |      | طبق لحم بقري من فويفودينا. |
| بودفراك            |      | طاجن من الكرنب الطازج مع خل العنب، يُضاف إليه عادةً لحم وخضروات أخرى (طماطم، باذنجان، فطر، زيتون، وبقوليات). يمكن صنعه باستخدام مخلل الكرنب، لكن هذا ليس تقليديًا. يمكن استخدام الخل الأسود. |
| الفاصوليا المقلية  |      | طاجن فاصولياء يُسمى "تافشي غرافشي" في مقدونيا. |
| ملفوف              |      | أوراق الكرنب، السلق أو الكرمة محشوة بالأرز واللحم المفروم. تُستخدم أوراق الكرنب في شمال صربيا أيضًا.                                                                                        |
| ساتاراش            |      | فلفل حلو، طماطم، بصل وتوابل. |
| كرشة               |      | يخنة من الكرش. |
| الفاصوليا          |      | يخنة فاصوليا. |
| محشي فليفلة        |      | فلفل محشي بالأرز واللحم المفروم. |
| محشي الكوسا        |      | كوسا محشوة بالأرز واللحم المفروم. |
| حساء البازلاء      |      | يخنة بازيلاء. |
| الفاصوليا الخضراء  |      | يخنة فاصوليا خضراء. |
| النودلز مع الأرز   |      | نودلز مطهية مع الأرز. |
| فرشنيك             |      | |

#### الشواء (Roštilj)
يُعد الشواء من الأنشطة الشائعة في صربيا، حيث تُعتبر اللحوم المشوية الأطباق الرئيسية الأساسية التي تُقدم في المطاعم. وعادةً ما تُقدم على شكل مشاوي مختلطة في أطباق بيضاوية كبيرة. كما تُستهلك أيضًا كطعام سريع. وتشتهر مدينتا ليسكوفاتس ونوفي بازار بشكل خاص بشوائها.
| النوع             | الصورة | الملاحظات                                                         |
| ----------------- | ------ | ----------------------------------------------------------------- |
| بليسكافيتسا       |        | عبارة عن شريحة لحم مفروم من لحم الخنزير أو البقر؛ تعد طبقًا وطنيًا. |
| شيفابي            |        | عيدان لحم مفروم من لحم الخنزير أو البقر؛ تعد طبقًا وطنيًا.          |
| شرائح لحم الخنزير |        | شرائح مشوية من لحم الخنزير.                                       |
| أسياخ             |        | قطع من اللحم والخضروات مشوية على الأسياخ.                         |
| النقانق           |        | أنواع مختلفة من النقانق، عادة مع التوابل.                         |

### خبز
الخبز يُعد عنصرًا أساسيًا في الوجبات الصربية، وغالبًا ما يُعامل بطقوس خاصة. يتمثل الترحيب التقليدي في صربيا بتقديم الخبز والملح للضيف؛ كما يلعب الخبز دورًا مهمًا في الطقوس الدينية. يعتقد العديد من الصرب أن التخلص من الخبز، مهما كان عمره، يُعد خطيئة. على الرغم من أن المعكرونة والأرز والبطاطا والأطباق الجانبية المماثلة دخلت إلى المطبخ اليومي مع مرور الوقت، إلا أن العديد من الصرب لا يزالون يتناولون الخبز مع وجباتهم.
في معظم المخابز والمتاجر، تُباع أرغفة الخبز الأبيض المصنوعة من القمح (عادةً بوزن 0.5 كجم). في العصر الحديث، استعاد الخبز الأسود وأنواع مختلفة من خبز غراهام شعبيتهما. وفي العديد من المنازل الريفية، لا يزال الخبز يُخبز في أفران من الحديد الزهر، وعادةً ما يكون بأرغفة كبيرة الحجم.

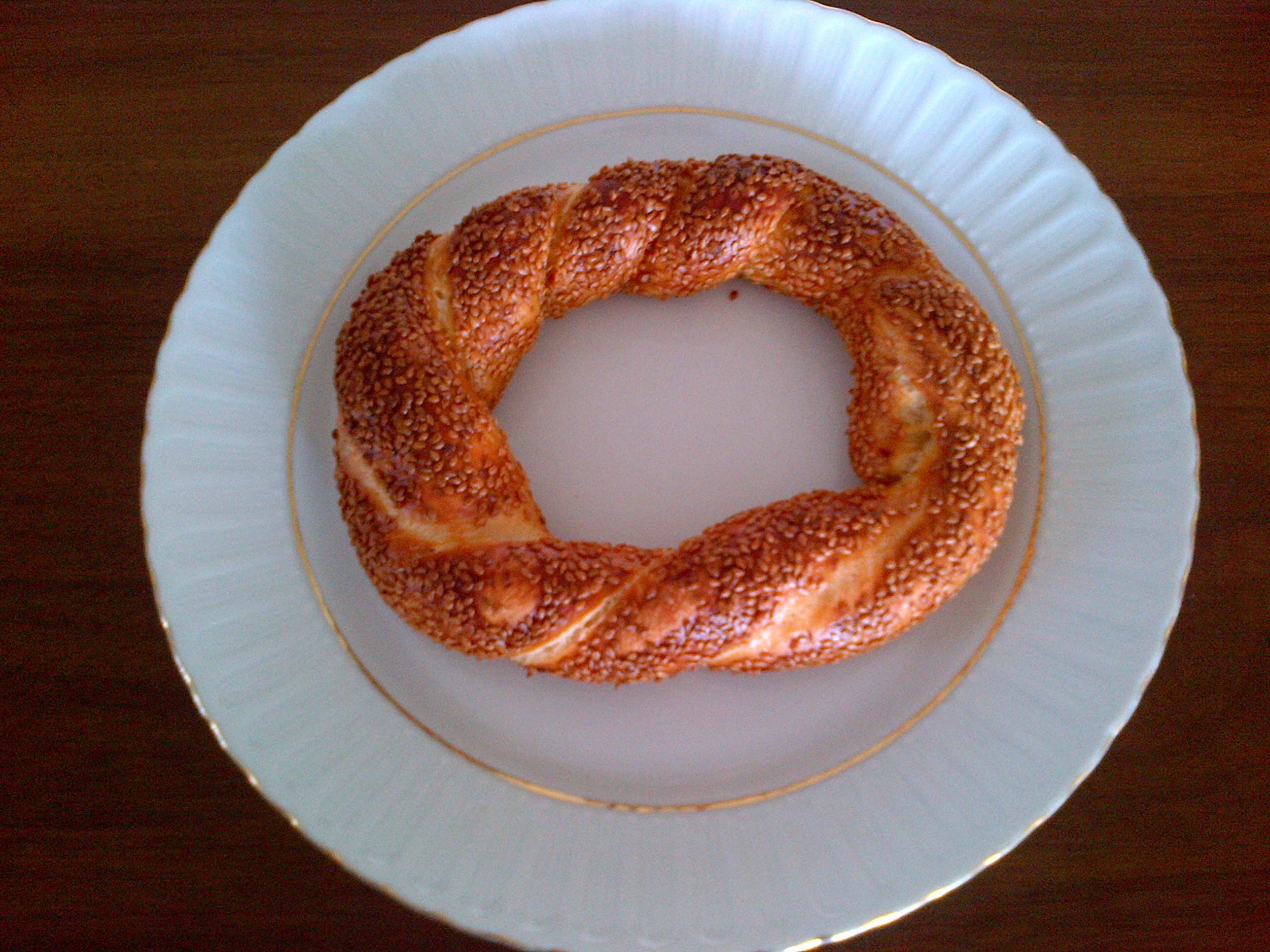
سميط
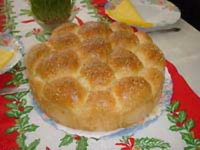
خبز الصودا
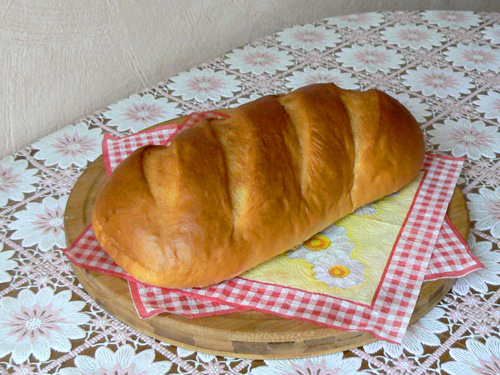
خبز
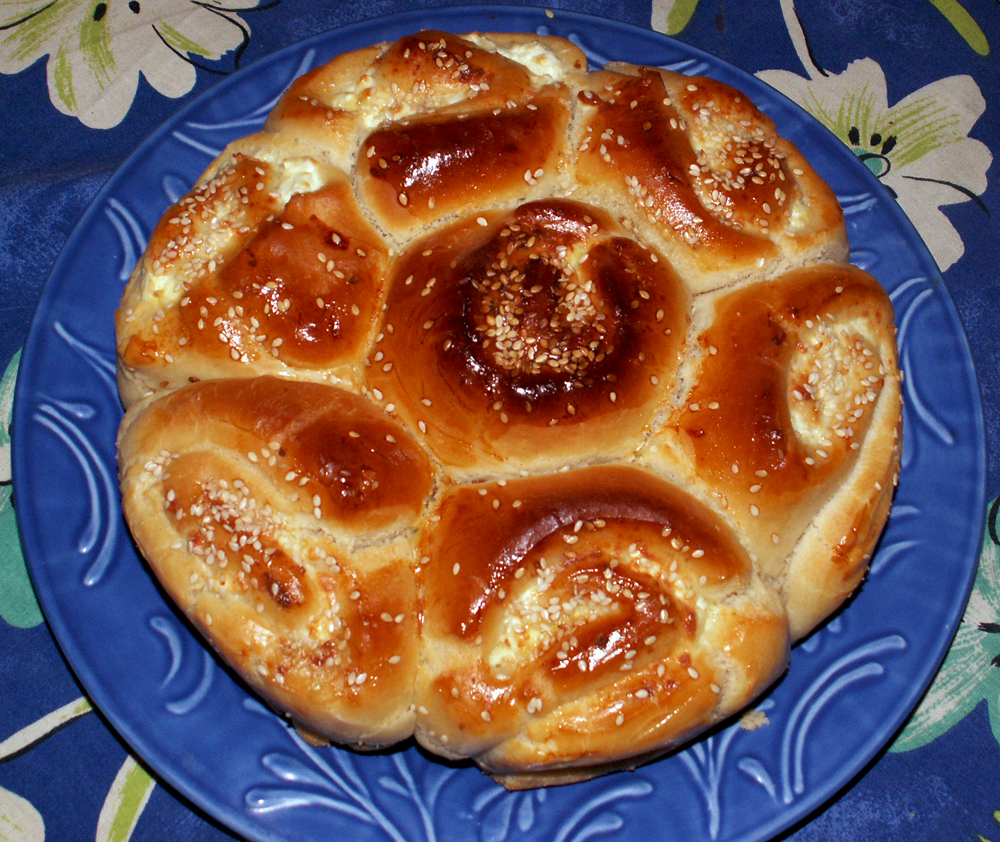
بغاشة

### السلطات
في صربيا، تُتناول السلطات كطبق جانبي مع الطبق الرئيسي. أبسط أنواع السلطات تتكون من شرائح الخس أو الملفوف أو الطماطم أو الخيار أو الجزر، والزيتون مع الزيت والخل والملح والتوابل.
| النوع        | الصورة | الوصف |
| ------------ | ------ | --- |
| سلطة صربية   |        | مكعبات من الطماطم والخيار والبصل مع تتبيلة بسيطة من الزيت والخل.                                                          |
| سلطة شوبسكا  |        | مشابهة للسلطة الصربية، ولكن مغطاة بالجبن الأبيض.                                                                          |
| سلطة يونانية |        | مكعبات من الطماطم والخيار والبصل، مغطاة بالزيتون وجبن الفيتا، ومتبلة بزيت الزيتون. أصلها من اليونان لكنها شائعة في صربيا. |
| سلطة الملفوف |        | ملفوف مبشور مع تتبيلة من الخل.                                                                                            |
| خضروات مخللة |        | خضروات مخللة. |
| سلطة روسية   |        | مكعبات من البطاطا المسلوقة والجزر والمخللات والبازلاء الخضراء والبيض واللحم، مغطاة بالمايونيز.                            |
| جاجيك        |        | زبادي مع خيار. |

### الحلويات والمعجنات

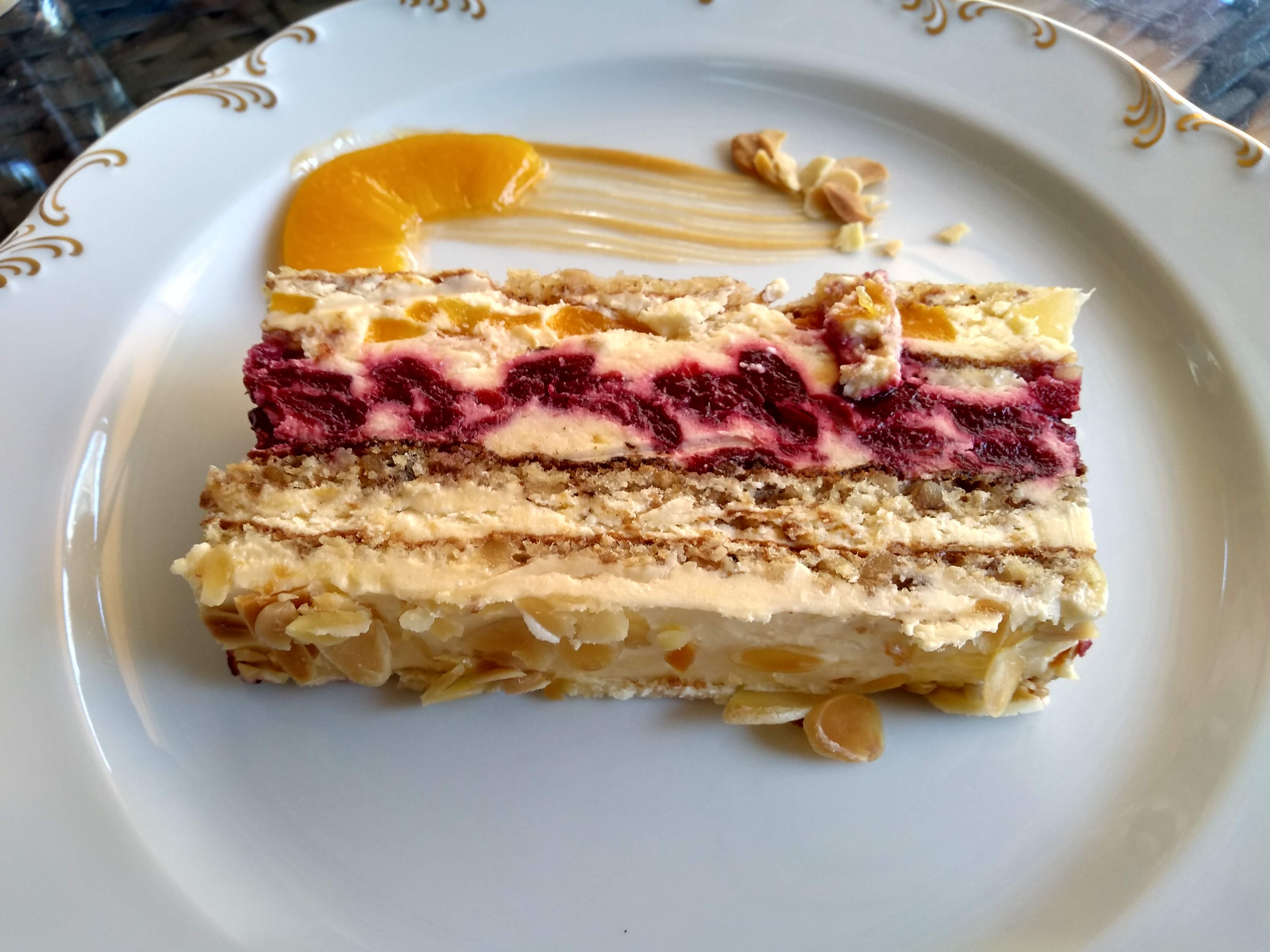
أشهر كعكة في بلغراد هي موسكفا شنيت (كعكة موسكو) التي يعدها فندق موسكفا.

تُقدّم الحلويات في نهاية الوجبات. تتضمن الحلويات والأطباق الحلوة التي يُستمتع بها في صربيا مجموعة متنوعة من الحلويات ذات الأصول الشرق أوسطية والأوروبية، بالإضافة إلى بعض الحلويات الصربية الأصيلة. بجانب الحلويات المذكورة هنا، تُعتبر الفطائر المحشوة بالفواكه الحلوة شائعة أيضًا.
| النوع             | الصورة | الوصف |
| ----------------- | ------ | --- |
| كعكة بلازما       |        | كعكة مصنوعة من بسكويت بلازما المطحون كمكون رئيسي.                                                                |
| كعكة فاسا         |        | كعكة بالجوز والشوكولاتة، تُعد من أشهر الحلويات الصربية.                                                           |
| غريبة             |        | نوع من البسكويت الهش.                                                                                            |
| كعكة تورتة دوبوس  |        | كعكة إسفنجية مكونة من خمس طبقات، مغطاة بكريمة الزبدة بالشوكولاتة وشرائح رقيقة من الكراميل.                       |
| سترودل            |        | نوع من الفطائر المكونة من طبقات مع حشوة عادةً ما تكون حلوة، ولكن الحشوات المالحة شائعة أيضًا.                      |
| كعكة ريفورما      |        | كعكة مكونة من طبقات مع حشوة كريمة الزبدة بالشوكولاتة.                                                            |
| سلاتكو            |        | نوع من المربى المصنوع من الفاكهة.                                                                                |
| راحة الحلقوم      |        | نوع من الحلوى التركية.                                                                                           |
| حلاوة طحينية      |        | حلوى كثيفة مصنوعة من الطحين أو المكسرات.                                                                         |
| بقلاوة            |        | حلوى مصنوعة من طبقات من عجينة الفيلو، محشوة بالمكسرات ومحلّاة بالشراب أو العسل.                                   |
| بلح الشام         |        | عجين مقلي ومنقوع في الشراب.                                                                                      |
| تفاحية            |        | حلوى تتكون من تفاح محشو بالجوز ومطهو في الماء مع السكر.                                                          |
| كمبوت             |        | مشروب حلو غير كحولي يُقدم ساخنًا أو باردًا، يتم تحضيره عن طريق طهي الفواكه مع كمية كبيرة من الماء والسكر أو الزبيب. |
| مربى السفرجل      |        | نوع من الجيلي السميك المصنوع من لب فاكهة السفرجل.                                                                |
| كنيدلي            |        | زلابية مصنوعة من عجينة البطاطا، محشوة بالبرقوق. تُعرف باسم "جومبوتسي" في فويفودينا.                               |
| كروفني            |        | نوع من الكعك الهوائي محشو بالشوكولاتة أو المربى.                                                                 |
| كريمبيتا          |        | حلوى كريمية تتكون من طبقات من الكاسترد والقشطة.                                                                  |
| أوراسنيتسا        |        | بسكويت بالجوز.                                                                                                   |
| بانكيك            |        | كريب رقيق. |
| شمبيتة            |        | حلوى مكونة من مارشميلو مخفوق مع قشرة من عجينة الفيلو.                                                            |
| القبعات الروسية   |        | نوع من الحلوى.                                                                                                   |
| بسكويت الفانيليا  |        | نوع من البسكويت بنكهة الفانيليا.                                                                                 |
| أوشتيبسي          |        | كرات عجين مقلية تشبه الكعك.                                                                                      |
| بسكويت أصابع الست |        | بسكويت خفيف وحلو ومقرمش.                                                                                         |

## روابط خارجية
- Nigella.com – وصفة باللغة الإنجليزية لكعكة فاسا (كعكة عيد ميلاد تقليدية من أصل باراسين، صربيا)